# Target: Renegade
Target: Renegade is een videospel voor het platform Nintendo Entertainment System. Het spel werd uitgebracht in 1988.

## Platform
| Jaar | Platform                               |
| ---- | -------------------------------------- |
| 1988 | Amstrad CPC, Commodore 64, ZX Spectrum |
| 1990 | NES                                    |

## Ontvangst
| Beoordeeld door                       | Jaar | Platform     | Score |
| ------------------------------------- | ---- | ------------ | ----- |
| Computer and Video Games (CVG)        | 1991 | Amstrad CPC  | 90%   |
| The Games Machine (UK)                | 1988 | Amstrad CPC  | 82%   |
| Power Play                            | 1988 | Commodore 64 | 70%   |
| Tilt                                  | 1988 | Amstrad CPC  | 70%   |
| Happy Computer                        | 1988 | Commodore 64 | 70%   |
| ACE (Advanced Computer Entertainment) | 1988 | Amstrad CPC  | 66%   |
| ACE (Advanced Computer Entertainment) | 1988 | Commodore 64 | 65%   |
| ACE (Advanced Computer Entertainment) | 1988 | ZX Spectrum  | 65%   |
| All Game Guide                        | 1998 | NES          | 50%   |
| The Video Game Critic                 | 2003 | NES          | 0%    |